# 和田山地蔵祭
朝来市和田山夏まつり・和田山地蔵祭（あさごし わだやまなつまつり・わだやまじぞうまつり）は、兵庫県朝来市和田山町で例年8月22日・8月23日に開催される祭り、花火大会。但馬三大祭りのひとつ。

## 概要
室町時代、同市和田山地区では町の中心部を流れる円山川がたびたび氾濫し、子供の水難死が相次いでいたため、その魂を鎮めるために町内に6つの地蔵を祀った。この地蔵は1653年（承応2年）に創建された円竜寺が継承し、6つの地蔵ともに「七とこ地蔵」と呼ばれるようになり、祭りが始まったとされている。
前夜祭には地区内の11箇所に趣向を凝らした造り物を展示する催しが行われている。2005年（平成17年）より伝統文化を後世に伝えるため、七とこ地蔵を巡るスタンプラリーが実施されている。2日目には約3000発の花火が打ち上げられるなど、但馬の夏の風物詩となっている。

## 主な行事
- 1日目
  - 和田山地区内11ヶ所で造り物を展示
  - スタンプラリー
  - お楽しみ抽選会（スタンプラリー者のみ）
- 2日目
  - 花火大会（3000発）

## 開催場所
- 和田山地蔵祭 - 円竜寺
- 花火大会 - 円山川東河橋下流河川敷